# مناشي الخطيب
قرية مناشى الخطيب هي إحدى القرى التابعة لمركز الفيوم في محافظة الفيوم في جمهورية مصر العربية. حسب إحصاءات سنة 2006، بلغ إجمالي السكان في مناشى الخطيب 6856 نسمة، منهم 3565 رجل و3291 امرأة.